# 隆達
隆達（りゅうたつ、大永7年（1527年） - 慶長16年11月25日（1611年12月28日））は、安土桃山時代から江戸時代初期にかけての日蓮宗の僧。小歌隆達節の創始者。号は高三坊・自在庵。高三隆達(たかさぶりゅうたつ)。

## 略歴
12世紀の末に中国（宋）から筑前国博多に渡来した劉清徳の子孫と伝えられる。その後和泉国堺に移り薬種問屋を営み高三（たかさぶ）を姓とした。堺の日蓮宗顕本寺に庵室を造立して隠居所とした高三隆喜を父とする。隆達は幼くして顕本寺で出家し、父の庵室を引き継いで高三坊・自在庵と号した。連歌・声曲・書画などに秀で、当時流行していた小歌を集め、自ら作詞・作曲を行い独特な声調の隆達節を大成した。1590年（天正18年）兄の隆徳が没し、嗣子の道徳が幼かったことから、還俗して道徳の後見人となり家業の薬種業を後見した。書でも一家を成して堺流と称され、豊臣秀吉に召しだされたと伝えられている。